# Elsterberg (heuvel)
De Elsterberg of Elsterkop is een heuvel in de gemeente Rhenen in de Nederlandse provincie Utrecht. De heuvel ligt ten noorden van Elst en ten oosten van Amerongen en maakt deel uit van de stuwwal Utrechtse Heuvelrug. Ongeveer twee kilometer naar het noordwesten ligt de Amerongse Berg, ongeveer 800 meter naar het westen ligt de Galgenberg, ongeveer 1200 meter naar het oosten ligt de Prattenburgse Berg en in het oostzuidoosten ligt de Sparreboomsche Berg.
De heuvel is 62,5 meter hoog.
Op de zuidflank van de Elsterberg liggen een aantal grafheuvels.
De Elsterberg valt onder Boswachterij Amerongse Berg van Staatsbosbeheer.

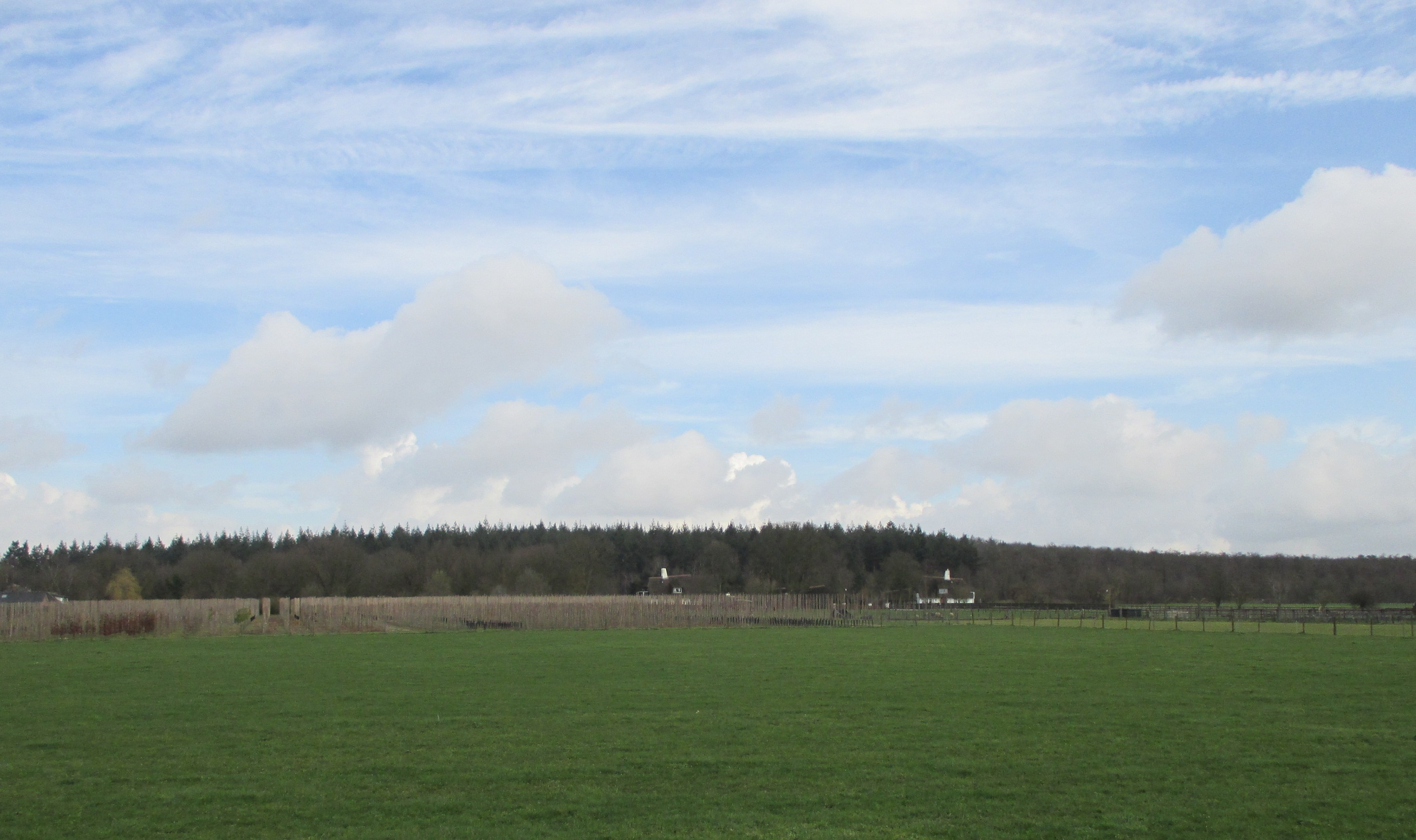
Aanzicht zuidzijde Elsterberg
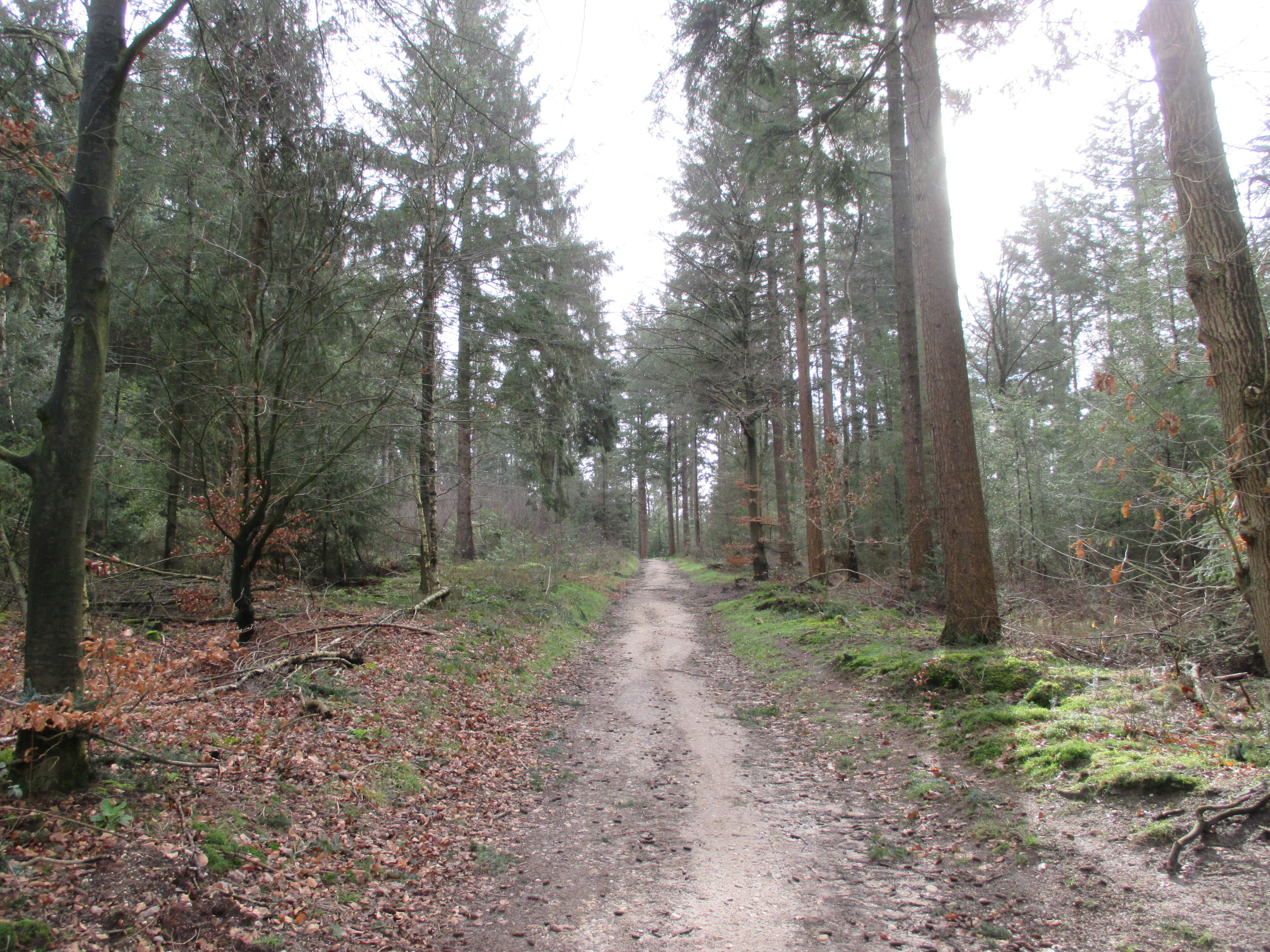
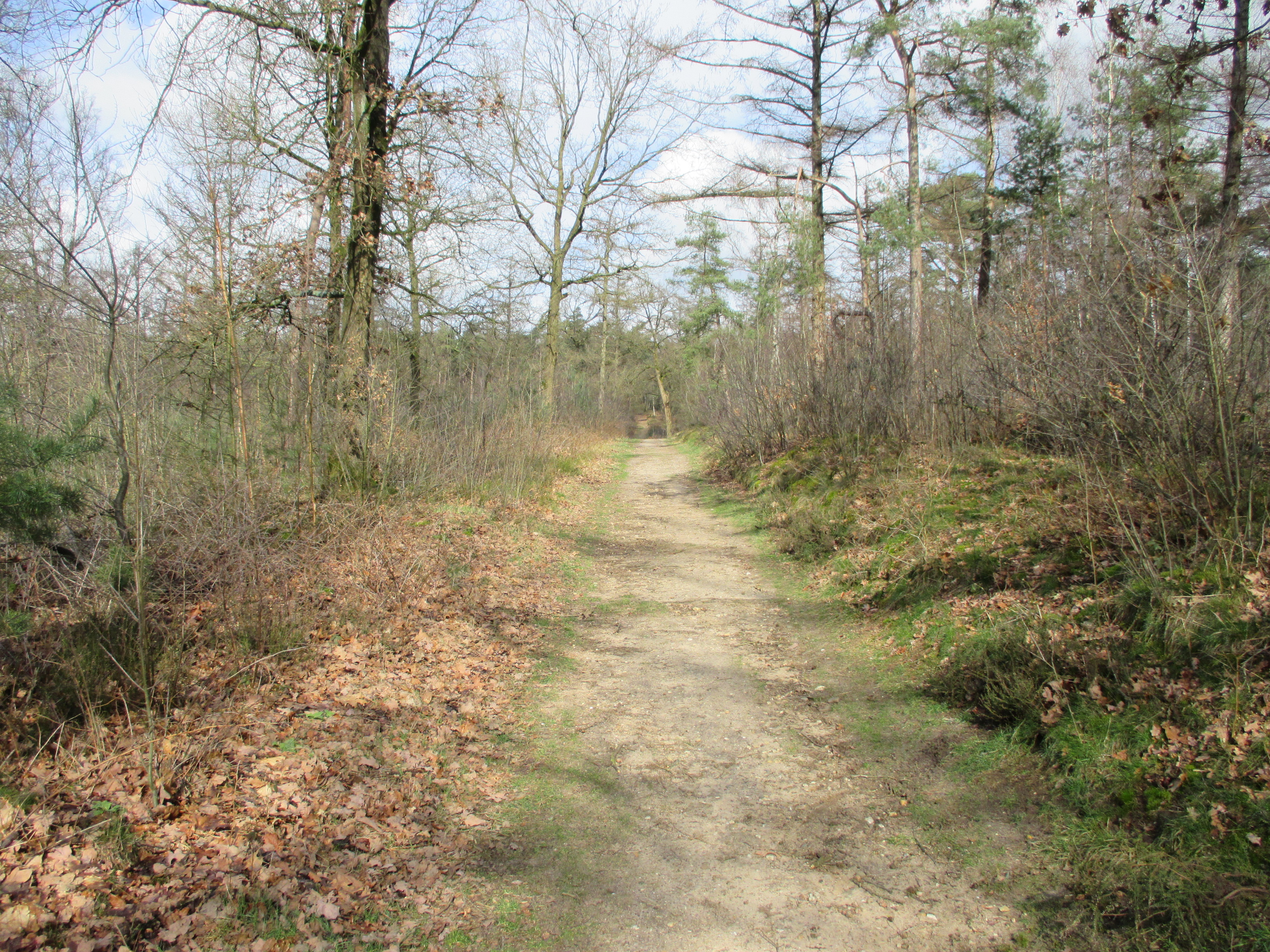
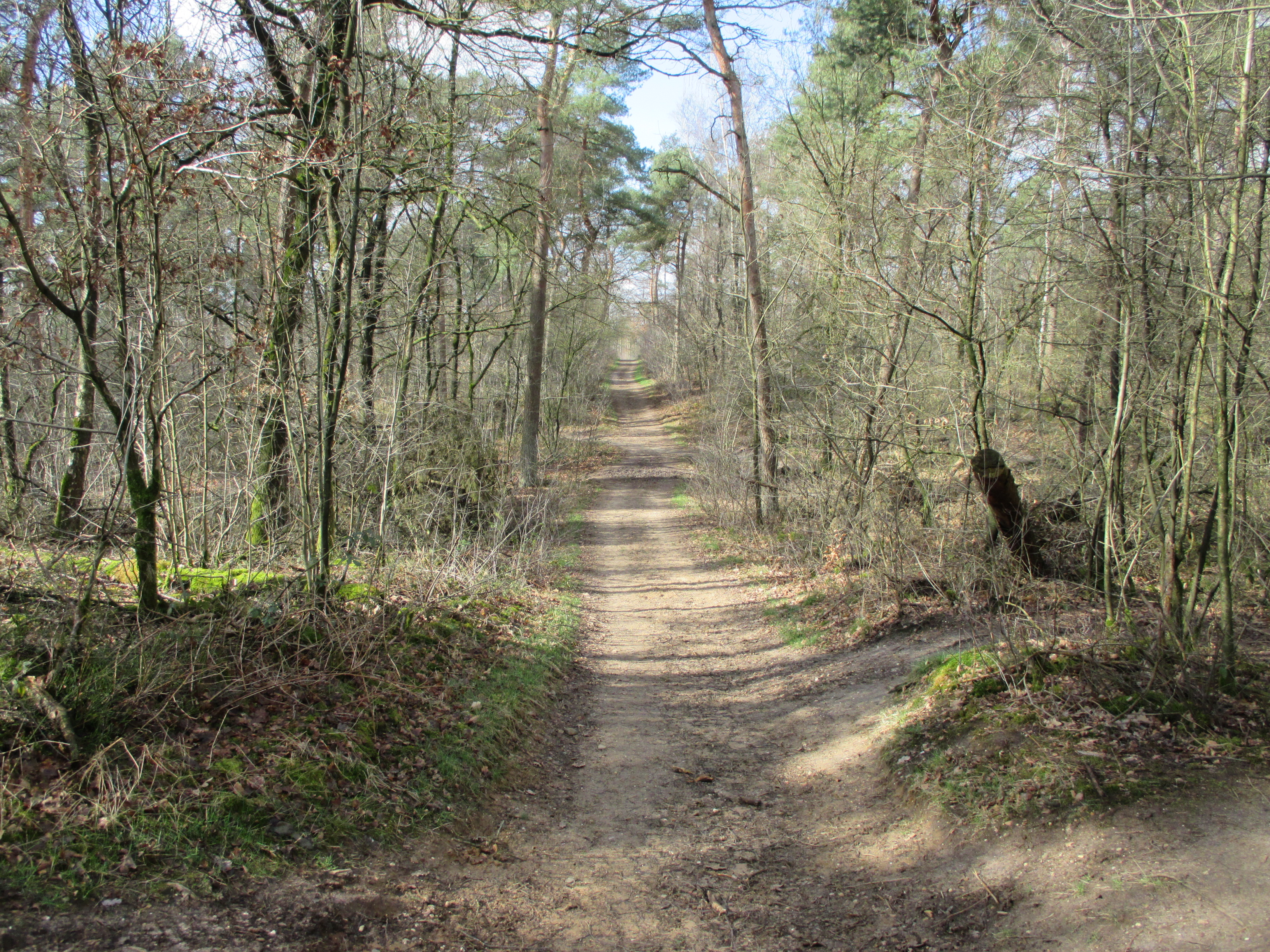
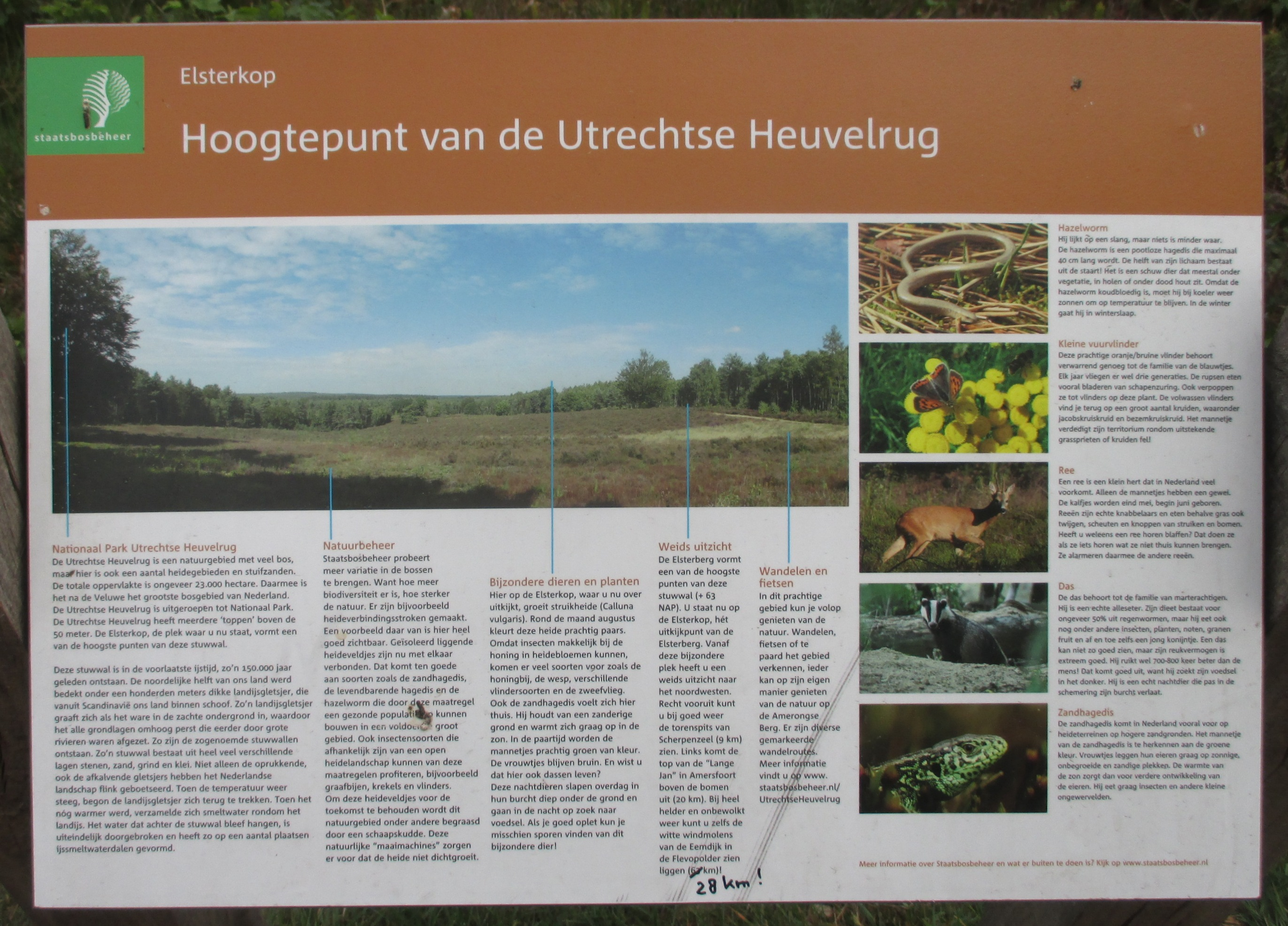
Plaquette op de top van de Elsterberg (+63m)
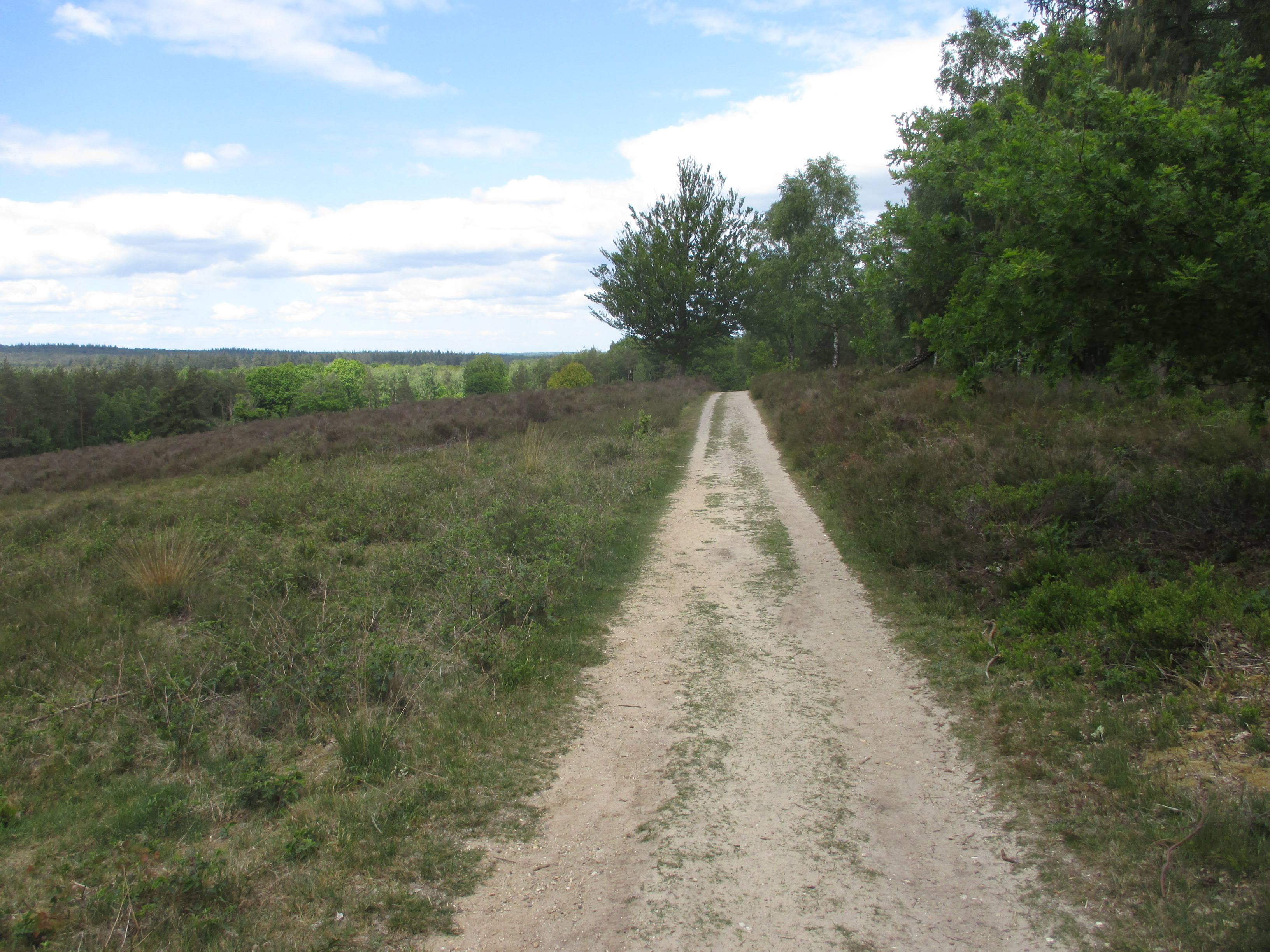
Heideveld op de top Elsterberg

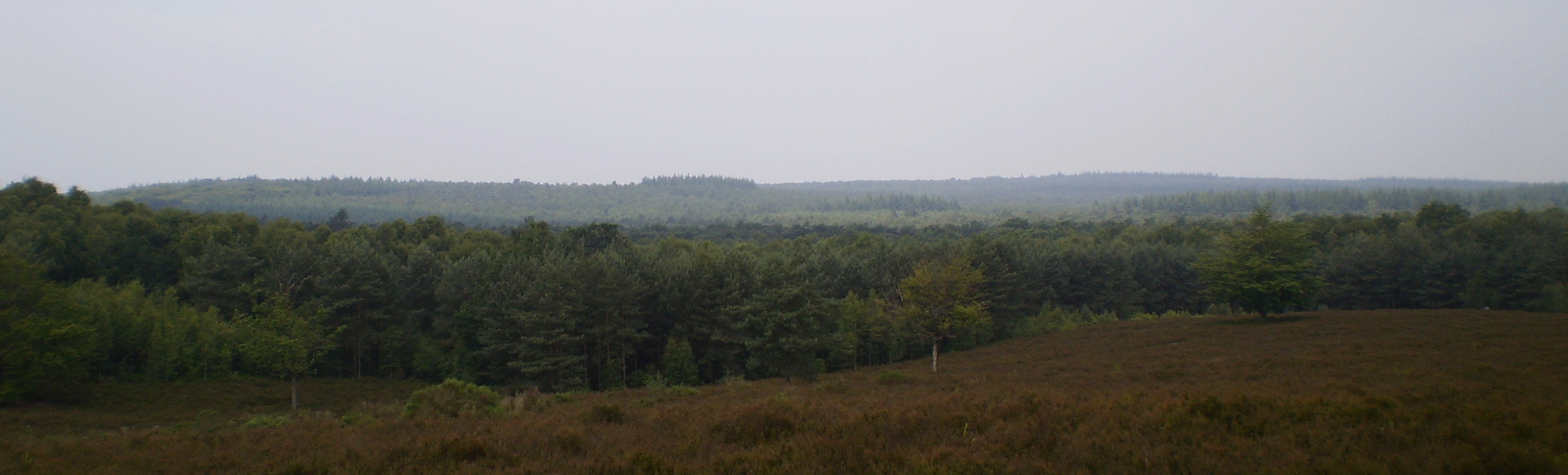
Zicht vanaf de Elsterberg